# Deutsch-Slowakische Industrie- und Handelskammer
Die Deutsch-Slowakische Industrie- und Handelskammer (AHK Slowakei) ist eine freiwillige Wirtschaftsvereinigung, der ca. 375 Unternehmen und Institutionen angehören. Sie wurde im Jahr 2005 als 57. deutsche Auslandshandelskammer gegründet und hat ihren Sitz in Bratislava. Sie ist die größte bilaterale Handelskammer in der Slowakei.

## Organisation
Die Kammer hat den Rechtsstatus einer slowakischen juristischen Person. Präsident der AHK Slowakei ist seit April 2025 Pavel Lakatos. Oberstes Organ der Kammer ist die Mitgliederversammlung. Der von ihr gewählte Vorstand besteht neben dem Präsidenten aus sieben weiteren Mitgliedern. Er bestimmt die Arbeitsschwerpunkte der AHK und bereitet die Beschlüsse der Mitgliederversammlung vor. Für die Ausführung der laufenden Geschäfte ist das Geschäftsführende Vorstandsmitglied, seit 2024 Marco Trisciuzzi, verantwortlich.

## Aufgaben
Die wichtigste Aufgabe der AHK Slowakei ist die Förderung der Handels- und Wirtschaftsbeziehungen zwischen Deutschland und der Slowakei. Sie vertritt die Interessen der deutschen Wirtschaft in der Slowakei und unterstützt slowakische Unternehmen bei der Erschließung des deutschen Marktes. Diese Aufgaben und Interessen umfassen auch die berufliche Aus- und Weiterbildung, das Messewesen sowie den Umweltbereich.

## Geschäftsfelder
Die inhaltliche Arbeit der AHK Slowakei gliedert sich in die Bereiche Aus- und Weiterbildung, Fiskalvertretung, Marktberatung, Messebegleitservice, Mitgliederservice sowie Recht und Steuern.